# Facultad de Ingeniería (Universidad Nacional Autónoma de México)
La Facultad de Ingeniería es la dependencia de la Universidad Nacional Autónoma de México (UNAM) encargada de  crear ingeniería: civil, geomática, geofísica, geológica, de minas y metalurgia, petrolera, eléctrica y electrónica, en computación, en telecomunicaciones, mecánica, industrial, mecatrónica y en sistemas biomédicos.
Está ubicada frente a la alberca olímpica del campus, entre las facultades de Química y Arquitectura. Cuenta además con el conjunto sur en donde se encuentra la División de Ciencias Básicas en donde se imparten las asignaturas básicas que son la base para el estudiante de cualquier ingeniería, además en el mismo lugar, se imparten los estudios de postgrado.

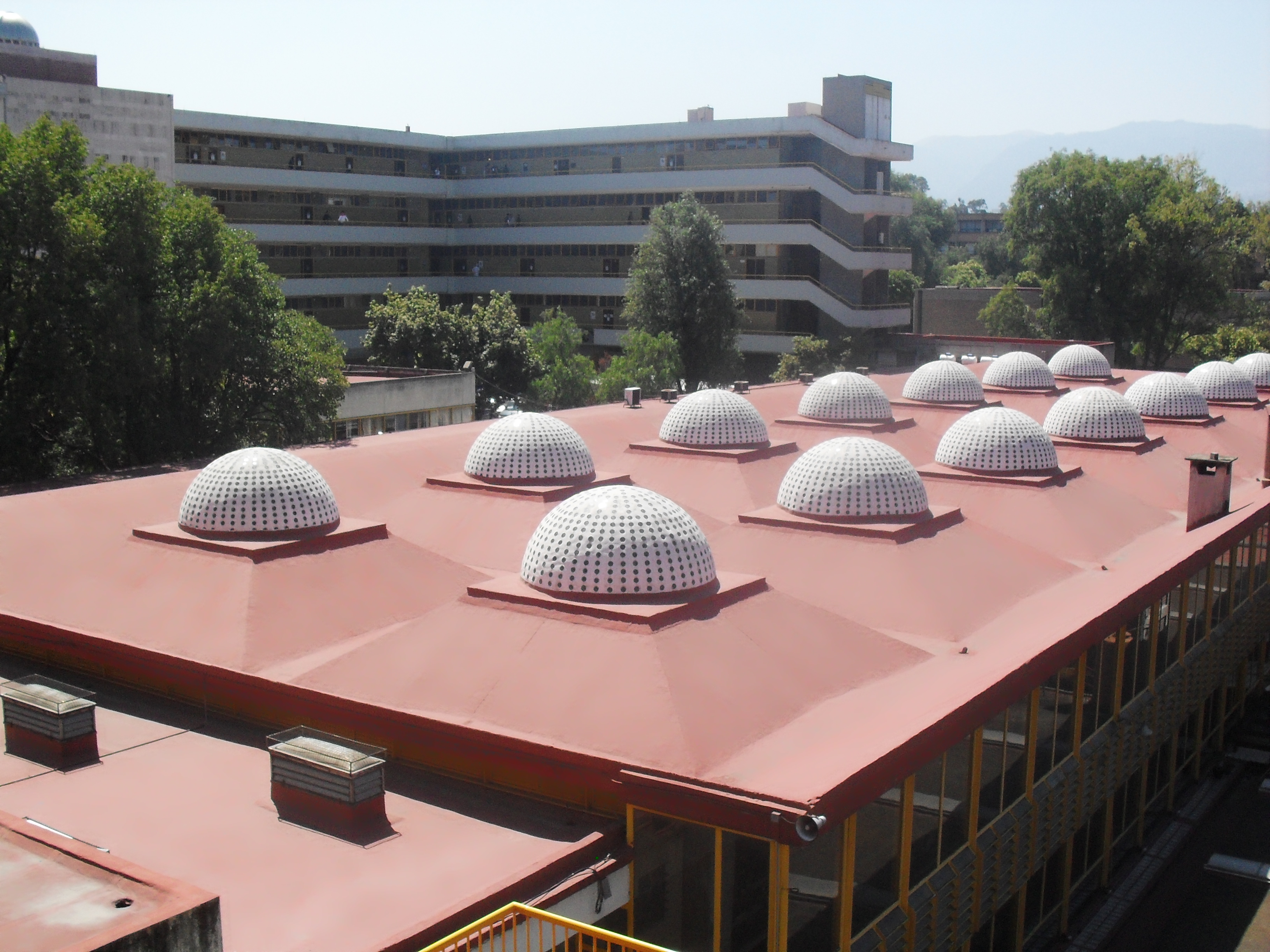
Edificios de la Facultad

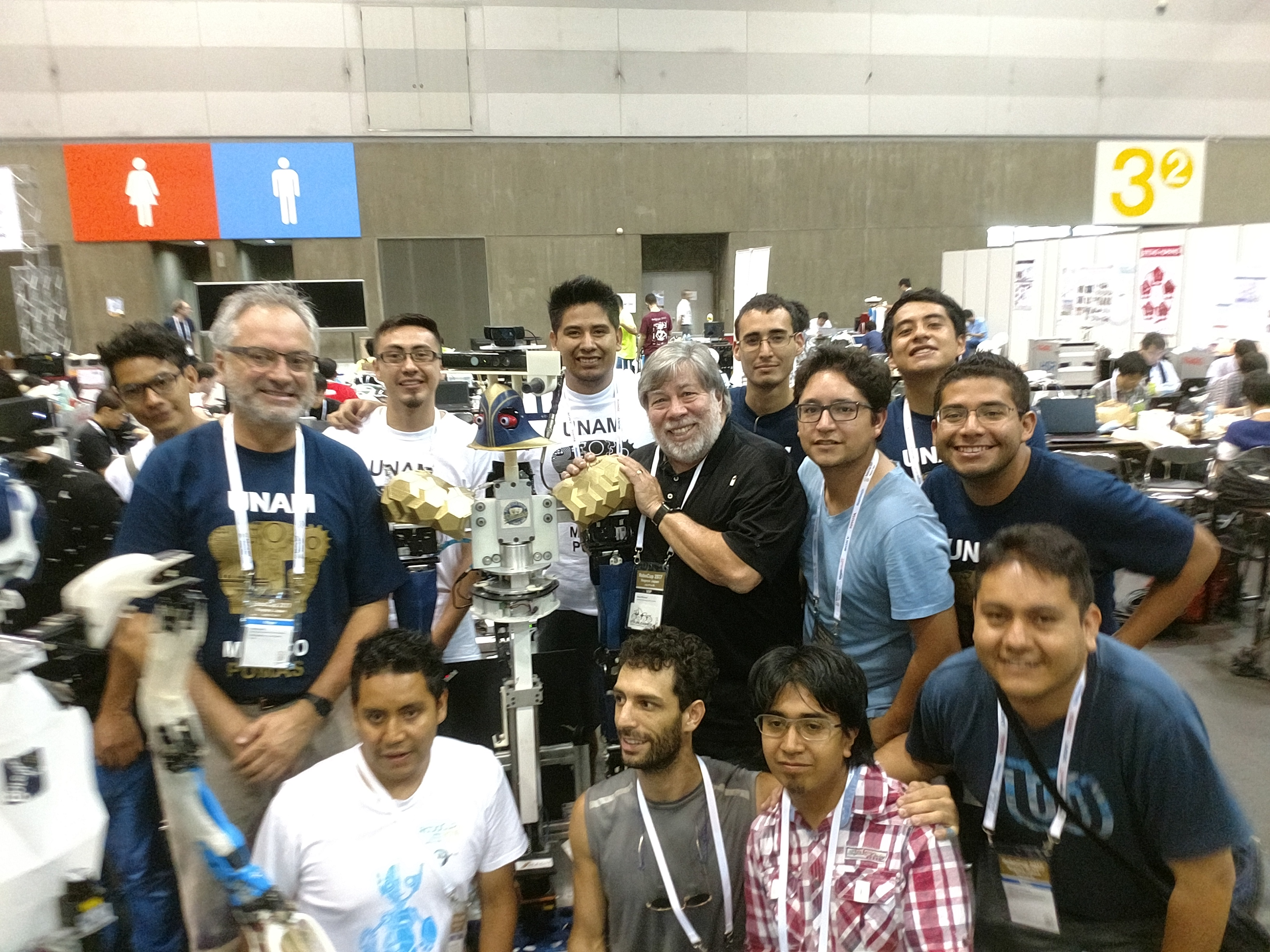
Equipo de robótica de la UNAM, ganador de premios en el Robocup 2017 en Japón, aquí con su robot para trabajo doméstico, Justina, y Steve Wozniak.

## Historia

### Antecedentes
Durante siglos, las minas mexicanas se habían explotado de manera irracional y sin medida. Esto produjo una caída importante en la producción, lo que causó gran alarma para el gobierno de Madrid.
Las primeras solicitudes para la formación de un organismo superior que regulase todas las funciones de la minería fueron llevadas a España por el visitador, Don Joseph de Gálvez. Estas contenían las ideas y experiencias de destacados mexicanos, entre ellos Juan Lucas de Lassaga, regidor de la Ciudad de México y Juez Contador de Mineros y Albaceazgos, y Joaquín Velásquez Cárdenas y León, abogado de la Real Audiencia y catedrático de matemáticas de la Real y Pontificia Universidad Mexicana.
Las solicitudes presentadas a Carlos III por Gálvez señalaban, entre otras razones, la necesidad de unir la minería en un cuerpo y de elegir un tribunal que pudiera gobernarlo. El 1 de julio de 1776, el rey de España, Carlos III, expide en Madrid una Real Cédula, en virtud de la cual se resuelve que el gremio de la minería de la Nueva España se erija en forma de cuerpo, para lo que se le da el consentimiento y permisos necesarios.

### Real Seminario de Minería
En 1783 el mismo Carlos III expide las ordenanzas para la dirección, régimen y gobierno del Cuerpo de la Minería de la Nueva España y su real Tribunal General. En ésta se establecen las bases para la formación del Real Seminario de Minería, el cual estaría integrado por un Banco de Avío, un Tribunal y un Colegio de Metálica.
Por sus valiosos servicios, son nombrados Director General y Administrador, respectivamente, Don Joaquín Velásquez Cárdenas y León y Don Juan Lucas de Lassaga.
El Real Seminario de Minería es fundado el 1o. de enero de 1792 y se le dota del más distinguido cuerpo de profesores que pueda conjuntarse, encabezado por Don Fausto de Elhuyar.
El programa de estudios del seminario, dividido en cuatro años, incluía Matemáticas Superiores, Física, Química, Topografía, Dinámica, Hidráulica, laboreo de minas, lenguas y dibujos así como una práctica activa en algún real de minas, amen de la presentación de un gran acto público al término de la carrera, antecedente directo del actual examen profesional.
En él se editan los más avanzados libros técnicos y científicos de la época; entre otros, el Tratado de Química de Lavoisier, presentado por su alumno Don Andrés Manuel del Río, la traducción al castellano de las Tablas Mineralógicas de Karsten; la nueva Teoría y Práctica del Beneficio de los Metales Oro y Plata de Eguía; el Tratado de Amalgamación de Sonneschmidt; y los Elementos de Orictognosia del mismo Andrés Manuel del Río, que mereciera ser considerado por Humboldt como el libro más valioso de su época.
El seminario de Minería es el asiento del primer instituto de investigación científica del continente y sus egresados con el título de facultativos de minas obtienen el privilegio, a partir de 1797, de ser aceptados en el resto de América, en Filipinas y Europa.
México se convierte entonces en el principal exportador de conocimientos técnicos y científicos del continente, llegando a poseer la vicepresidencia de la Asociación Mundial de Minería.
En 1803 Alexander von Humboldt visita México, y al conocer el Seminario lo conceptúa entre las instituciones de mayor valía en el mundo científico. Hace del seminario su centro de trabajo y le dedica la obra Pasigrafía geológica, misma que aparece como apéndice en la segunda parte de la Orictognosia, de Andrés Manuel del Río.
En 1808 se instituyen en el seminario, junto con la primera fundición de artillería del país, los cursos que permiten complementar la educación de los colegiales para formarlos como oficiales artilleros o como ingenieros militares.
El seminario produce una pléyade de jóvenes que al inicio de la gesta de independencia se unen a las fuerzas de Hidalgo. Entre ellos contamos a Casimiro Chowell, a Ramón Fabié, venido desde Manila a estudiar en el Seminario, a Rafael Dávalos y a Vicente Valencia, todos ellos sacrificados en Guanajuato en 1810, y a Mariano Jiménez, director de artillería insurgente, fusilado junto con Hidalgo en Chihuahua, en 1811.
En 1811, el Real Seminario de Minería pasa a ocupar el Palacio de Minería, cuya construcción se termina en el año de 1813.

### Colegio de Minería
A partir de 1825, los ingenieros mexicanos egresados del que pasa a llamarse Colegio de Minería, inician el establecimiento de la frontera septentrional del país, comenzando sus trabajos sobre el río Sabina, en la Texas mexicana, colindante con la Luisiana ya norteamericana.
Al clausurarse la Universidad en 1833, se crea el Establecimiento de Ciencias Físicas y Matemáticas, cuyo núcleo es el Colegio de Minería. En esos días, el director del Colegio es simultáneamente el director del Cuerpo de Ingenieros del Ejército, más tarde la dirección del Colegio la asume el propio Ministro de Guerra. En 1843 se ofrecen en este Colegio las carreras de Agrimensor, Ensayador de Metales, Apartador de Oro y Plata, Geógrafo y por primera vez con esta denominación, de Ingeniero de Minas.

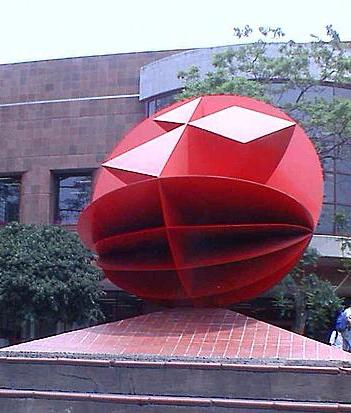
Leonardita, escultura de Sebastián frente a la biblioteca Enrique Rivero Borrell, en el conjunto sur de la Facultad de Ingeniería..

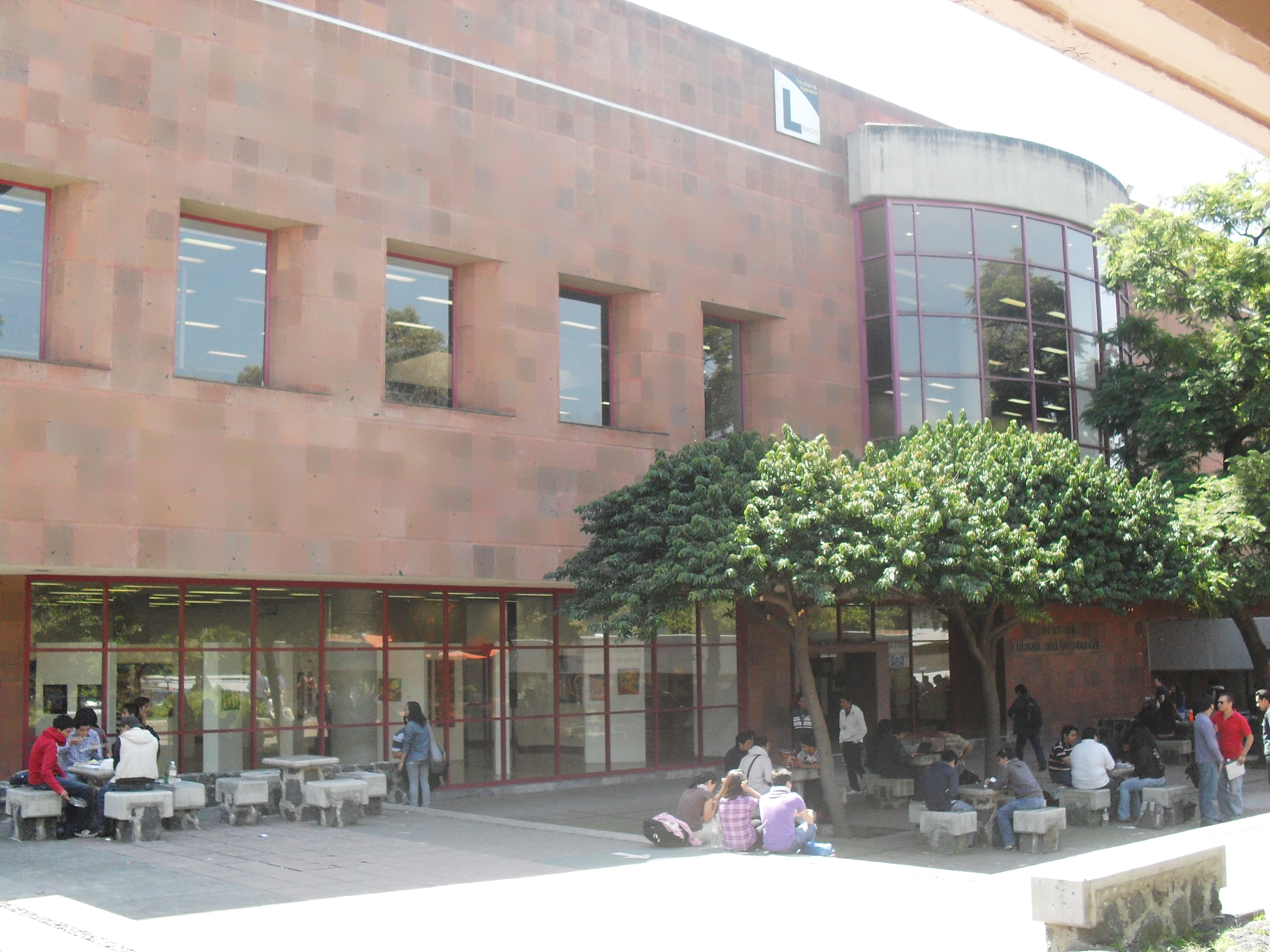
Biblioteca "Mtro. Enrique Rivero Borrell"

En 1850 se establecen las materias conducentes al estudio de la carrera de agricultura. Por esta época, a un profesor del Colegio de Minería se debe un descubrimiento curioso: José Manuel Herrera, catedrático de química, inventa, independientemente de Daguerre la fotografía. Por este hecho, se le otorga el grado de Doctor en Ciencias.[cita requerida]

### Escuela de Ingenieros
Después de la Guerra de Reforma, el presidente, Benito Juárez, reorganiza la educación en el país y crea, apoyándose en el Colegio de Minas, la Escuela Nacional de Ingenieros, en cuyos planes de estudio se incluyen las carreras de Ingeniero Civil, de Minas, Mecánico, Electricista.
Durante el Porfiriato, la Escuela crecería al incorporar las carreras de Topógrafo, Hidrógrafo y Agrimensor. Destacan los aportes de los directores Manuel Fernández Leal y Leandro Fernández

### Escuela Nacional de Ingeniería
En 1910, ante el impulso de Justo Sierra, se creó la Universidad Nacional, y formó parte de la misma la Escuela Nacional de Ingenieros, la que, dos décadas más adelante, se transformaría en la Escuela Nacional de Ingeniería.

### Facultad de Ingeniería
La creación de una división de investigación (el actual Instituto de Ingeniería) y de una de estudios superiores en la Escuela se logra gracias a la iniciativa de su director, Javier Barros Sierra, razón por la que es elevada al rango de Facultad en el año de 1959.

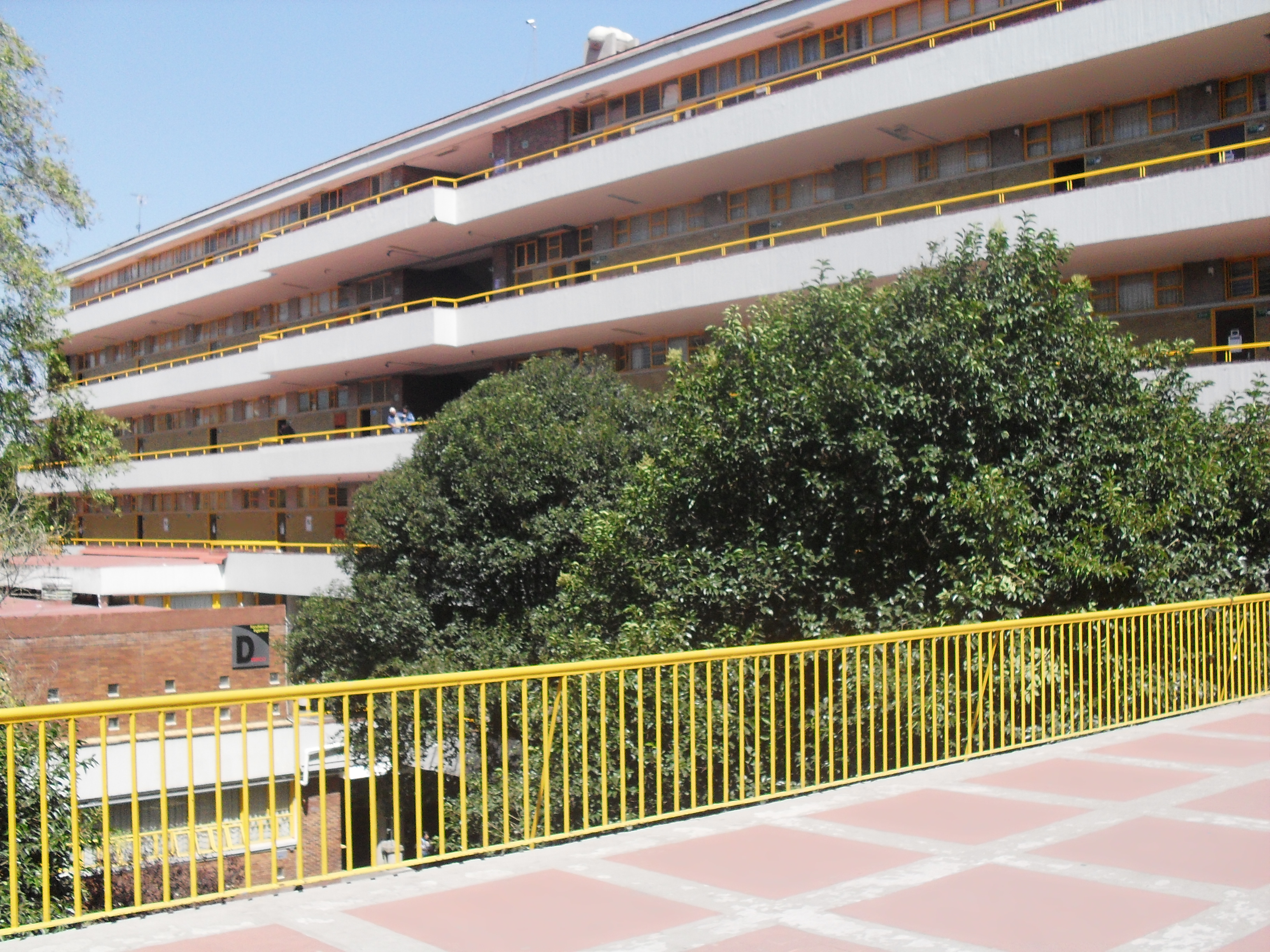
Parte trasera del edificio A, en el conjunto norte de la Facultad de Ingeniería.

## Divisiones
- División de Ciencias Básicas.
- División de Ingeniería Mecánica e Industrial.
- División de Ingenierías Civil y Geomática.
- División de Ingeniería Eléctrica.
- División de Ingeniería en Ciencias de la Tierra.
- División de Educación continua y a distancia.
- División de Ciencias Sociales y Humanidades.

## Carreras
Se imparten 14 carreras en esta Facultad las cuales son:
- Ingeniería Civil.
- Ingeniería Geomática.
- Ingeniería Geofísica.
- Ingeniería Geológica.
- Ingeniería de Minas y Metalurgia.
- Ingeniería Petrolera.
- Ingeniería Eléctrica y Electrónica.
- Ingeniería en Computación.
- Ingeniería en Telecomunicaciones.
- Ingeniería Mecánica.
- Ingeniería Industrial.
- Ingeniería Mecatrónica.
- Ingeniería en Sistemas Biomédicos
- Ingeniería Ambiental

## Agrupaciones estudiantiles
A la fecha, la facultad cuenta con las siguientes 51 agrupaciones estudiantiles:
- Asociación Aeroespacial de la Facultad de Ingeniería (AAFI-UNAM), Capítulo CU y Capítulo Querétaro.
- Capítulo Estudiantil del American Association of Petroleum Geologists (AAPG-UNAM)
- Capítulo Estudiantil del American Concrete Institute (ACI-UNAM)
- Aero Design UNAM
- Capítulo Estudiantil de la Asociación Mexicana del Asfalto (AMAAC-FI)
- Capítulo Estudiantil de la Asociación Mexicana de Hidráulica (AMH)
- Capítulo Estudiantil Asociación Mexicana de Ingeniería de Vías Terrestres (AMIVTAC CEAFI-UNAM)
- Asociación Mexicana de Logística y Cadena de Suministro (AML-FI-UNAM)
- Capítulo Estudiantil de la American Society of Civil Engineers (ASCE FI-UNAM)
- Capítulo Estudiantil de la American Society of Mechanical Engineer (ASME SOMIM)
- Baja SAE UNAM
- Capítulo Estudiantil de la Asamblea de Generaciones de la Facultad de Ingeniería (CEAGFI)
- Capítulo Estudiantil de la Asociación Mexicana de Geólogos Petroleros  (CEAMGP)
- Club de Estudiantes del Colegio de Ingenieros Civiles de México (CECICM)
- Capítulo Estudiantil Minero Metalurgista (CEMM)
- Capítulo Estudiantil de Tecnología Innovación y Emprendimiento (CETIEM)
- Cursos Intersemestrales en la Facultad de Ingeniería (CIFI)
- Cineclub de Ingeniería
- Centro de Negocios Universitario (CNU)
- Coro Ars Iovalis
- Club de Robótica de la Facultad de Ingeniería (CROFI)
- Capítulo Estudiantil del European Association of Geoscientists and Engineers (EAGE-UNAM)
- Foto Club Ingenieros
- Capítulo Estudiantil del Institute of Electrical and Electronics Engineering (IEEE UNAM)
- Instituto Mexicano de Ejecutivos de Finanzas Universitario FI (IMEFU)
- Laboratorio de Investigación y Desarrollo de Software Libre (LIDSOL)
- Laboratorio de Investigación para el Desarrollo Académico (LINDA)
- Motospark UNAM
- PumaHat Cybersecurity Team (PHCT)
- Porra de Ingeniería (PI)
- Capítulo Estudiantil de la Society Automovile Engineering (SAE-UNAM)
- Sociedad Astronómica de la Facultad de Ingeniería de la UNAM (SAFIR)
- Sociedad de Alumnos Eléctricos Electrónicos de la Facultad de Ingeniería (SAEEFI)
- Sociedad de Alumnos de Geofísica de la Facultad de Ingeniería (SAGFI)
- Sociedad de Alumnos de Ingeniería en Computación (SAIC)
- Sociedad de Alumnos de Ingeniería Geomática (SAIG)
- Sociedad de Alumnos de Ingeniería Industrial (SAII)
- Sociedad de Alumnos de Ingeniería Mecánica (SAIMEC)
- Sociedad de Alumnos de Ingeniería de Minas y Metalurgia (SAIMM)
- Sociedad de Alumnos de Ingeniería Petrolera (SAIP)
- Sociedad de Alumnos de Telecomunicaciones de la Facultad de Ingeniería (SATELFI)
- Sociedad de Estudiantes de Ingeniería Geológica (SEIG)
- Sociedad de Ingeniería Aeronáutica y Aeroespacial (SIAA)
- Sociedad de Desarrollo de Videojuegos (SODVI)
- Sociedad de Energía y Medio Ambiente (SOEMA)
- Sociedad de Mecatrónica de la Facultad de Ingeniería (SOMEFI)
- Sociedad de Alumnos de Sistemas Biomédicos (SOSBI)
- Capítulo Estudiantil de la Society of Petroleum Engineers (SPE-UNAM)
- Tuna de la Facultad de Ingeniería
- Velomóvil RS
- Sociedad de Inteligencia Artificial de la Facultad de Ingeniería (SIA-FI)

## Directores de la Facultad de Ingeniería
La Facultad de Ingeniería ha tenido diversos directores a lo largo de su historia. Estos han ayudado a transformar y mejorar la ingeniería en México.
| Director                          | Periodo     |
| --------------------------------- | ----------- |
| Valentín Gama                     | 1933 - 1934 |
| Ignacio Avilez Serna              | 1934 - 1935 |
| Federico Ramos                    | 1935 - 1938 |
| Mariano Moctezuma Barragán*       | 1938 - 1942 |
| Pedro Martínez Tornel             | 1942 - 1945 |
| Alberto J. Flores                 | 1945 - 1951 |
| José R. de Parres                 | 1951 - 1955 |
| Javier Barros Sierra              | 1955 - 1958 |
| Antonio Dovalí Jaime              | 1959 - 1966 |
| Manuel Paulín Ortiz               | 1967 - 1970 |
| Juan Casillas García de León      | 1971 - 1974 |
| Enrique del Valle Calderón        | 1974 - 1978 |
| Javier Jiménez Espriú             | 1978 - 1982 |
| Octavio A. Rascón Chávez          | 1983 - 1987 |
| Daniel Reséndiz Núñez             | 1987 - 1991 |
| José Manuel Covarruvias Solís     | 1991 - 1999 |
| Gerardo Ferrando Bravo            | 1999 - 2007 |
| José Gonzalo Guerrero Zepeda      | 2007 - 2015 |
| Carlos Agustín Escalante Sandoval | 2015 - 2023 |
| José Antonio Hernández Espriú     | 2023 -      |
| * Interino.                       |             |

## Sociedad de Exalumnos
La Sociedad de Ex-Alumnos de la Facultad de Ingeniería|Sociedad de Exalumnos de la Facultad de Ingeniería de la UNAM, A.C. (SEFI), fundada en 1962, tiene como objetivo colaborar moral y materialmente con la Universidad y con la Facultad de Ingeniería, organismos que tienen como fines la docencia, la investigación y la difusión de la cultura.
La idea de dicha sociedad fue concebida por el entonces Rector de la Universidad Nacional Autónoma de México, Doctor Ignacio Chávez, quien expresó:

"¿No sería un gesto de dignidad que todos los profesionales salidos de una Escuela o Facultad Universitaria se agruparan en una Sociedad de Egresados?... Y que por un pacto de honor mantuvieran el contacto con su Escuela… ¿ No podrían acaso, reconociendo públicamente que la deuda contraída es de las que no se saldan nunca, continuar indefinidamente, a lo largo de toda la vida, enviando a su Escuela la cuota de colegiatura, como si fuesen alumnos permanentes?..."
Doctor Ignacio Chávez

Dichas palabras sin duda animaron a los egresados presentes en la celebración del XXX Aniversario de vida profesional de la generación 1927-1931 de la Escuela Nacional de Ingeniería, quienes inmediatamente crearon la Sociedad de Exalumnos de la Facultad de Ingeniería. Desde aquel entonces hasta la fecha han tenido múltiples aportaciones y entre ellas se encuentran las siguientes:
- 1971 Restauración del Palacio de Minería
- 1972 Edificio del Posgrado
- 1979 Realización del mural "Historia de un Espacio Matemático"
- 1976 Centro de Diseño Mecánico e Innovación Tecnológica
- 1988 Restauración del Real Seminario de Minería
- 1988 Apoyos a la Facultad de Ingeniería
- 1990 Realización del mural "Inventando el Futuro"
- 2004 Remodelación del Auditorio Javier Barros Sierra
- 2007 Instalación de Elevadores en la Facultad de la Facultad de Ingeniería
- 2007 Donativos a Talleres de la División de Ciencias Básicas
- 2007 Centro de Innovación Tecnológica
- 2014 Centro de Ingeniería Avanzada (CIA)

Hoy en día, representa un ejemplo a seguir para toda la comunidad universitaria en apoyo a su Alma Mater.

## Sociedad Astronómica de la Facultad de Ingeniería (SAFIR)
El observatorio de la Facultad de Ingeniería se encuentra en el salón A402 del edificio principal, frente al CELE, abre los lunes, miércoles y viernes en un horario de 19:00 - 21:00.

### Historia
El objetivo desde su fundación ha sido la divulgación de la astronomía y su relación las ingenierías. Se fundó con la revista Sidereus Nuncios en 1996. Y un año después, el 27 de septiembre de 1997, se fundó la Sociedad Astronómica de la Facultad de Ingeniería, por un grupo de estudiantes, entre los cuales destaca el Dr. Alejandro Farah Simón investigador del Instituto de Astronomía de la UNAM (en ese entonces estudiante), siendo director de la Facultad, el Ing. José Manuel Covarrubias Solís. El primer seminario de la Sociedad fue el que el Ing. Héctor Sánchez Sánchez impartió sobre Relatividad Especial. Y el primer telescopio fue un Celestron de 8 pulgadas adquirido con recursos de la Sociedad. Con el tiempo se consiguió tener una sede fija en la facultad que fue inaugurado en marzo de 2001 (actualmente el observatorio de la facultad).
En el 2015 es admitida en la Unión Astronómica Internacional.

### Actividades
La sociedad realiza y participa en las siguientes actividades:
- Noche de las Estrellas
- Reto México
- Campamentos
- Semana Astronómica(la última fue en 2010)
- Semana de agrupaciones estudiantiles
- Semana SEFI
- Mirando al Cielo
- Maratón Messier
- Jornada Astronómica (fundada por SAFIR)
- Curso de manejo de telescopio
- El Universo los Viernes (impartido en el Instituto de Astronomía de la UNAM)

### Presidentes de SAFIR
| Periodo      | Presidente                          | Carrera                          |
| ------------ | ----------------------------------- | -------------------------------- |
| 1997-1999    | Dr. Alejandro Farah Simón (creador) | Ingeniería Mecánica              |
| 1999-2000    | Penélope López                      | Ingeniería Mecánica              |
| 2000-2002    | Francisco Tovar                     | Ingeniería Mecánica              |
| 2002-2003    | Samanta Sabodka                     | Ingeniería Geofísica             |
| 2003-2004    | Marisol Hernández Cuellar           | Ingeniería en Computación        |
| 2004-2006    | Luis Efrén Flores                   | Ingeniería Eléctrica Electrónica |
| 2006-2007    | Luis Vidal                          | Ingeniería Mecánica              |
| 2007-2008    | Víctor Becerra Herrera              | Ingeniería Civil                 |
| 2008-2009    | David Luna Martínez                 | Ingeniería Mecánica              |
| 2009-2010    | Douglas Alberto Gómez Reyes         | Ingeniería Geofísica             |
| 2010-2011    | Mario Arturo Nieto Butrón           | Ingeniería en Computación        |
| 2011-2012    | Agustín Romero                      | Ingeniería Mecánica              |
| 2012-2013    | Diego Ulises Mendoza Arroyo         | Ingeniería en Telecomunicaciones |
| 2013-2014    | Aldo Daniel Acosta Duran            | Ingeniería en Computación        |
| 2014-2015    | Antonio Lledías                     | Ingeniería Mecánica              |
| 2015–2018    | Oscar Iván Calderón Hernández       | Ingeniería Geofísica             |
| 2018–Present | Jorge Francisco Ramírez Castañón    | Ingeniería Mecatrónica           |

## Unidad de Servicios de Cómputo Académico (UNICA)
La Unidad de Servicios de Cómputo Académico (UNICA) es la unidad encargada de brindar los servicios en materia de Tecnologías de la Información y Comunicaciones de forma institucional, en la Facultad de Ingeniería de la UNAM .

### Antecedentes históricos

#### Inicios
UNICA tiene su antecedente en el Centro de Cálculo CECAFI, organismo que fue encargado de dirigir el desarrollo en materia de cómputo en la Facultad de Ingeniería. El CECAFI aparece el 16 de junio de 1972, contando con una sola terminal : "Remote Job Entry" modelo 2780 de IBM, que se encontraba conectada vía telefónica a una computadora IBM 370/155 de la Secretaría de Obras Públicas; el tiempo de respuesta que se tenía con este tipo de equipo no era el adecuado por lo que se instaló posteriormente una computadora IBM 1130 con 8 KB memoria principal, una lectora de tarjetas con una velocidad de 120 tarjetas por minuto y una impresora de 80 líneas por minuto.
La poca capacidad de cómputo hacía que los usuarios realizaran sus proyectos en el actual IIMAS. Para 1980 el Centro de Cálculo cuenta con una microcomputadora Radio Shack TRS con dos drives e impresora, en ese año se le encomienda al Centro realizar un estudio sobre calculadoras que posteriormente serían puestas a disposición en la Biblioteca de la Facultad de Ingeniería. Como resultado del estudio se adquirieron 20 calculadoras Texas Instruments modelo TI58 y 19 Hewlett Packard modelo HP33E. Se instalan otras 15 microcomputadoras Radio Shack y una computadora Eclipse de Data General y dos microcomputadoras Apple II plus.
En 1980 se creó el Plan de Becarios, actualmente: Programa de Formación de Becarios.
Para el año de 1984 en el edificio de Ciencias Básicas se instala una microcomputadora Altos 586/40 con 1 MB de memoria RAM, 40 MB de disco duro y 10 terminales televideo, una Altos 586/20 con 0.5 MB de memoria RAM, 20 MB de disco duro y 6 terminales televideo, así como una impresora ATI. Dos años después comienza la incursión de las computadoras personales cuya capacidad era de 256 KM de memoria RAM y 5 MB de disco duro. Se adquiere una computadora VAX/ VMS 11/780 con 2 MB de memoria RAM, 3 discos duros de 176 MB, una unidad de cinta, lectora de tarjetas, impresora de 600 líneas por minuto, un graficador, unidad de disco flexible y 24 terminales VT100.
Para 1987 se abren espacios con computadoras para uso de los alumnos en el Conjunto Sur de la Facultad de Ingeniería, hoy Sala de Cómputo 2.
Se adquieren nuevas computadoras personales de diferentes marcas, tales como Printaform, Unisys, IBM, DELL, etc. En 1989 se sustituye la computadora VAX/VMS 11/780 por una VAX 6000/210 y una MicroVAX 3400 utilizadas para gestionar y almacenar historiales académicos de los alumnos de la Facultad. Para 1990 Se adquiere varias Workstation de HP y Digital, con sistema operativo UNIX que son colocadas en la actual Sala de Cómputo 1.
Hasta este momento no se tenía una red interna y mucho menos se estaba conectado a una red exterior, en el año 1992 el Centro de Cálculo se una a la red UNAM y ello da la posibilidad de conectarse a Internet. Para aprovechar el nuevo esquema de comunicación se configura una red de emulación de terminales vía PATHWORKS de digital.
En 1994 el CECAFI se divide con el propósito de organizar mejor las actividades y objetivos que planteaba la Facultad de Ingeniería en ese momento. Se crean dos unidades, la Unidad de Servicios de Cómputo Académico UNICA y la Unidad de Servicios de Cálculo Administrativo USECAD creadas para realizar las tareas informáticas en el ámbito académico y administrativo respectivamente. El hardware que tenía el Centro del Cálculo se dividió entre las dos unidades recién creadas.
En 1995 se remodela la Sala de Cómputo 2, pasando de dos a cuatro aulas. En 1996 se habilita la Sala de Cómputo 3 en lo que fue la antigua Biblioteca del Conjunto Sur.

#### Época actual
Entre los años 1997 y 2003 se expande la red de datos en la Facultad de Ingeniería y se automatizan varios institucionales, UNICA es la responsable de llevar a cabo esa labor.
En 2004 se crea el Departamento de Seguridad en Cómputo, para ese año UNICA ya contaba con otros tres departamentos: Departamento de Investigación y Desarrollo, Departamento de Servicios Académicos y Departamento de Redes y Operación de Servidores. En este año se implementa el Esquema de Seguridad en Cómputo Perimetral para la Facultad de Ingeniería.
En 2005 se inaugura la Sala de Cómputo 4, ubicada en los edificios de Posgrado de Ingeniería, es la primera sala en ser implementada en su totalidad con red inalámbrica. Se pone en marcha la Plataforma educativa EDUCAFI y se festeja la generación 50 del Programa de Formación de Becarios.
En 2009 se pone en marcha el proyecto de virtualización de servidores institucionales que a la postre significaría el inicio del Cloud Computing en la Facultad de Ingeniería. Este proyecto significó una inversión significativa para acondicionar el Centro de Datos de UNICA con una infraestructura robusta en cuanto al suministro de energía eléctrica, enfriamiento, control de humedad, conectividad, respaldo de energía, seguridad y con servidores de última tecnología, que para el año 2015 acumulan un poder de cómputo de 88 cores, 640 GB en memoria RAM y 15 TB de almacenamiento, en conjunto 11000 Gflop/s.

### Misión
La misión de la Unidad de Servicios de Cómputo Académico es la de proporcionar eficaz y eficientemente en el ámbito institucional, los servicios de cómputo y el apoyo en actividades relacionadas que coadyuven al proceso integral de formación académica en la Facultad de Ingeniería.

### Visión
La proyección de la Unidad de Servicios de Cómputo Académico al año 2020 es continuar siendo una Unidad líder en la prestación de servicios de cómputo de vanguardia a la Facultad de Ingeniería, al entorno universitario y a la sociedad en general.
- Contando con la organización, administración y los recursos adecuados.

- Siendo líderes en la formación, capacitación y difusión de la cultura informática.
- Contando con las herramientas y convenios adecuados para el desarrollo y la investigación informática.
- Con tanto con una infraestructura de red de cómputo moderna y tecnología de punta, brindando servicios de calidad y alta disponibilidad en tecnologías de la información y comunicación.
- Contando con los servicios y procesos de atención sistematizados y actuales en apoyo a los eventos de seguridad informática.
- Contando con la infraestructura adecuada y mecanismos para la actualización continúa del equipo de cómputo.

### Organización

#### Jefatura
El jefe de la Unidad de Servicios de Cómputo Académico (UNICA) tiene como funciones principales:
- Seleccionar al personal conforme la legislación universitaria y posteriormente propone al Secretario General las personas idóneas para ocupar puestos académico-administrativos y de confianza; así mismo, es miembro del comité del programa "Plan de Becarios" ocupando el cargo de Secretario.
- Supervisar el funcionamiento académico y administrativo de UNICA, para llevar a cabo esto, define e implanta políticas de calidad en el servicio, planeación de proyectos, actividades y asignación de responsabilidades a cada jefe de departamento.
- Supervisar el desarrollo de proyectos y actividades, analizando con los jefes de departamentos los planes de trabajo e informes correspondientes.
- Administrar los recursos de cómputo de la Unidad y establece relaciones con proveedores de equipo de cómputo y colabora con la dirección sugiriendo cambio o ampliación de equipo para cubrir los requerimientos de la Facultad de Ingeniería; ésta atribución está en virtud de que realiza la investigación características y especificaciones requeridas por las divisiones que componen a la Facultad de Ingeniería. Así mismo, es responsable de llevar el inventario del equipo de cómputo con la colaboración de las Divisiones y Secretarias de la Facultad.
- Es el representante de Secretaria General ante el Comité de Cómputo.[11]

#### Departamento de Investigación y Desarrollo
Se encarga de estar al día en la tecnología y avances en materia de cómputo, a efecto de estar en la posibilidad de incorporar a la brevedad a los servicios que la Unidad ofrece a los alumnos, manteniéndoles oportunamente actualizados.
Así mismo desarrolla sistemas de información, administración y control de apoyo a las actividades académico-administrativas, internas de la Unidad, de la Facultad y eventualmente para la solución de problemas específicos de clientes externos.
Administra y da mantenimiento al servicio de Base de Datos, que se ofrece a los alumnos.
Funciones esenciales del DID:
- Investigación, administración y control de hardware y software de vanguardia.

- Desarrollo de sistemas requeridos por la Unidad y por la Facultad.
- Proyectos específicos a solicitud del cliente.
- Prestación de servicios de asesoría sobre tópicos especializados.
- Estudio y aplicación de software para desarrollar interfaces gráficas para diferentes manejadores de bases de datos.
- Coordinación del  área de Multimedia.
- Coordinar los aspectos técnicos del desarrollo WEB de la Facultad de Ingeniería.
- Administración de la página WEB de ÚNICA.

#### Departamento de Servicios Académicos
Este departamento se encarga de la planeación, organización e impartición de los cursos de cómputo que la Unidad ofrece sistemáticamente semestre a semestre en las modalidades de: semestrales, especiales, internos, externos y sábados y domingos así como los cursos requeridos para la formación de los alumnos becarios de UNICA.
Se encarga de la formación de los recursos humanos que la Unidad necesita para el cumplimiento de sus funciones; esto es mediante la coordinación del Programa de Formación de Becarios de UNICA; en el que alumnos de la Facultad, con alto rendimiento académico, que así lo deseen y manifiesten, previa selección, capacitación y aceptación, se integran como personal de apoyo a la Unidad; cabe destacar la importante participación de este recurso humano de alta especialización, para el cumplimiento de las responsabilidades de UNICA.
Se imparten aproximadamente 120 cursos al año en los que se atienden del orden de 760 alumnos en promedio al semestre.
Funciones esenciales del DSA:
- Planeación, organización y coordinación de los cursos de cómputo.
- Coordinación, seguimiento y evaluación del programa de formación de becarios.
- Control de la elaboración de material didáctico.
- Control y seguimiento de asesorías.

#### Departamento de Redes y Operación de Servidores
Responsable de la administración, operación, mantenimiento y seguridad de la red de comunicación de la Facultad y de la intercomunicación con la red central de la UNAM; así como del desarrollo e implementación de proyectos para la expansión del servicio.
Administra y dar mantenimiento a las cuentas de servicios de correo electrónico y de Internet de la Facultad. Unas 6000 cuentas individuales, en promedio anual.
Funciones esenciales del DROS:
- Redes y comunicaciones.

- Coordinar y supervisar la administración de la red interna de la Unidad.
- Coordinar, colaborar y actualizar el diseño del proyecto de la red de la Facultad de Ingeniería.
- Soporte técnico a Secretarías y a Divisiones.
- Proyectos específicos.

#### Departamento de Seguridad en Cómputo
Funciones esenciales del DSC
Responsable de gestionar la seguridad informática, dar mantenimiento a las políticas de seguridad y colaborar con las diferentes áreas para crear estrategias de seguridad.
- Proteger y conservar los activos de la Facultad de actos malintencionados.

- Proveer el ambiente que asegure el manejo adecuado de datos y programas.
- Asegurar la confidencialidad, integridad y disponibilidad de los datos y procesos.
- Definir las Políticas de seguridad en cómputo
- Definir los procedimientos, mecanismos y herramientas para aplicar las Políticas de seguridad en cómputo.
- Promover la aplicación de auditorías enfocadas a la seguridad.

### Servicios de tecnologías de la información y comunicaciones
- Administración de la red de datos
- Alojamiento de sitios WEB institucionales
- Plan de becarios en cómputo
- Impartición de cursos y talleres en TIC
- Investigación e innovación en TIC
- Plataforma Educativa EDUCAFI
- Salas de cómputo para alumnos
- Servicio de base de datos
- Servicio de correo institucional
- Desarrollo de sistemas institucionales
- Seguridad informática
- Servicio institucional de Cloud Computing
- Servicio de virtualización de servidores institucionales

## Sitios de interés
Sociedad Astronómica de México